# Incidente de Nagasaki

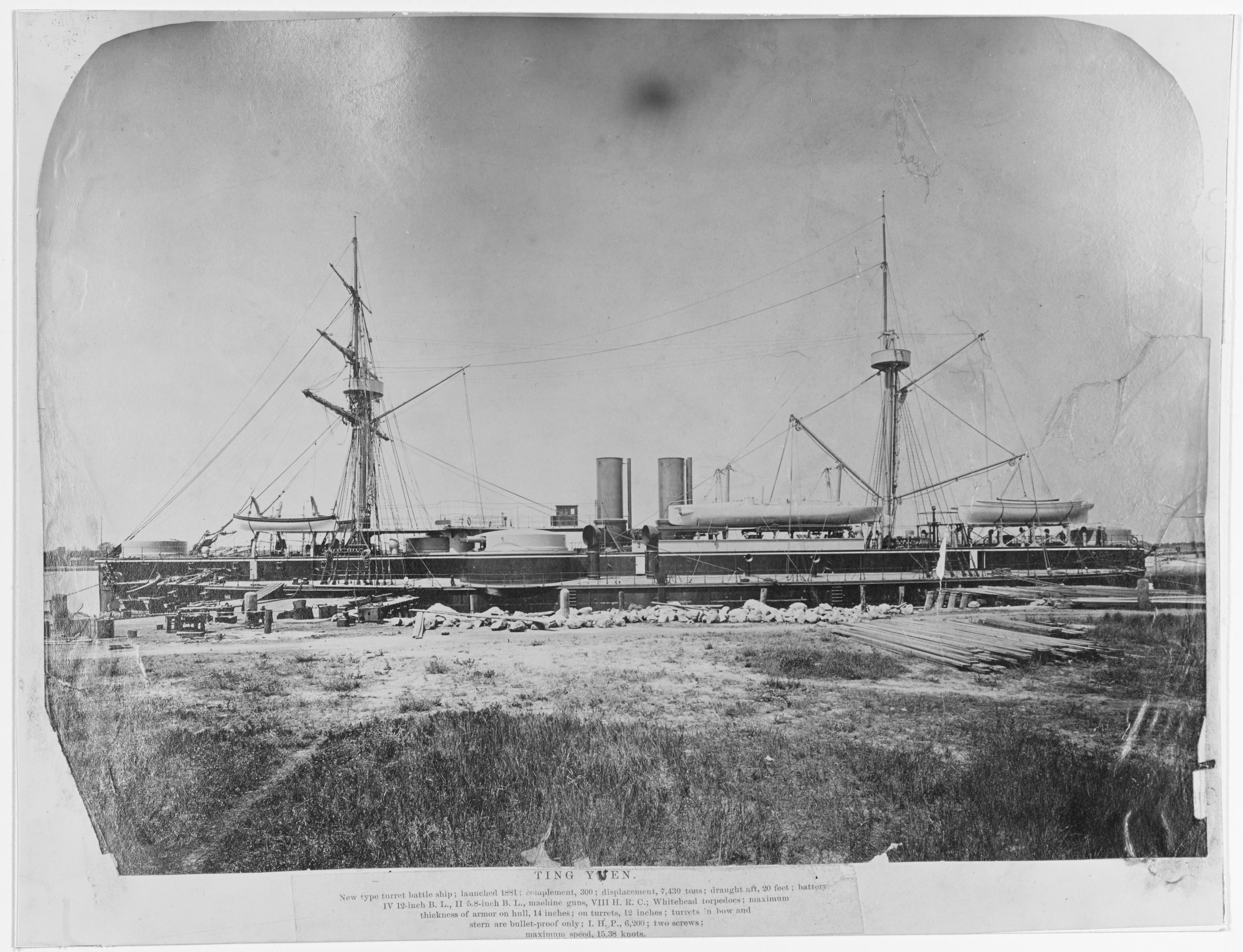
DingYuan

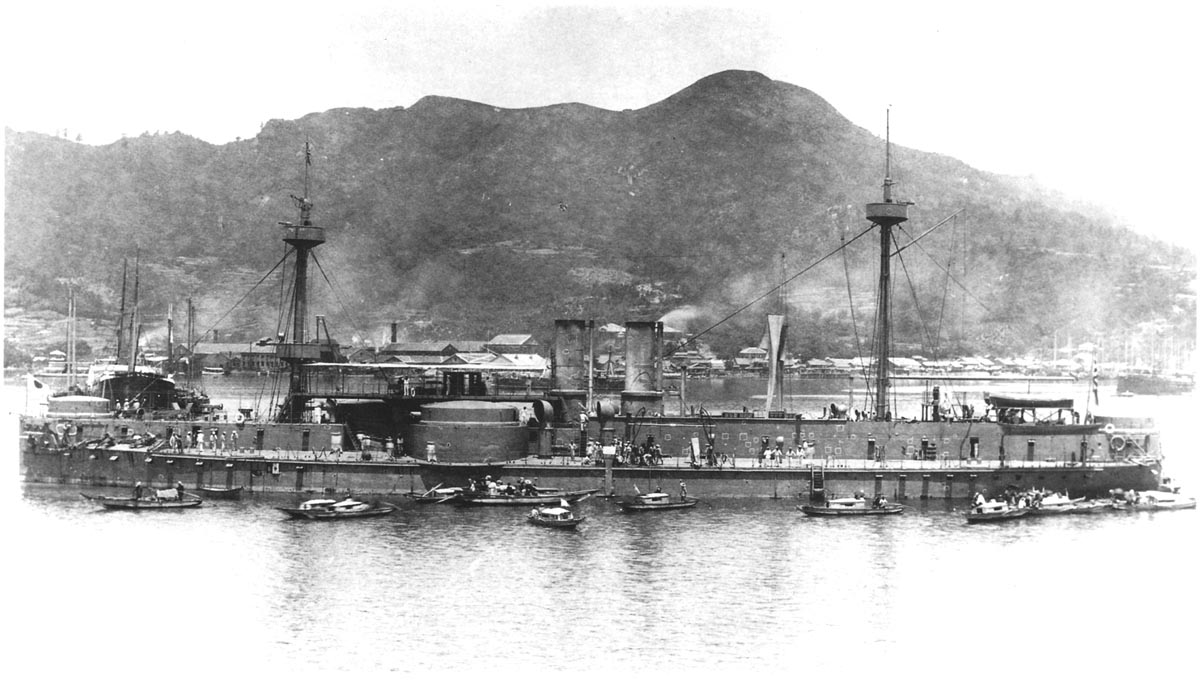
Zhen uan

O incidente de Nagasaki (長崎事件, Nagasaki Jiken), também conhecido como Incidente da Marinha Qing em Nagasaki (長崎清国水兵事件), foi um evento que ocorreu em 13 de agosto de 1886 (no décimo segundo ano do reinado do Imperador Guangxu da Dinastia Qing) durante a visita da Frota Beiyang a Nagasaki, Japão. Alguns marinheiros chineses violaram a disciplina militar quando desembarcaram para fazer compras, visitaram bordéis locais e se envolveram em bebedeiras e confusões. Como resultado, entraram em confronto com a polícia japonesa. Um policial japonês foi esfaqueado e gravemente ferido, e um marinheiro chinês ficou levemente ferido. Em fevereiro de 1887, os dois lados chegaram a um acordo sob a mediação dos ministros britânico e alemão. Ambas as partes compensaram as pessoas mortas e feridas da outra parte.

## Resumo
Em 1º de agosto de 1886 (Meiji 19), a Frota Beiyang da dinastia Qing, composta por quatro navios de guerra, o Dingyuan, o Zhenyuan, o Jiyuan e o Weiyuan, entrou no porto de Nagasaki durante uma visita a vários portos importantes na Ásia. Naquela época, a China Qing era militarmente superior ao Japão Meiji.  O Dingyuan tinha um deslocamento maior do que os cruzadores japoneses mais pesados em serviço, devido à política do Japão de seguir a estratégia naval Jeune École, que enfatizava embarcações de assalto pequenas e rápidas. Além disso, o Japão havia sofrido recentes contratempos no Golpe Gapsin, no qual cerca de 400 soldados japoneses estacionados na Coreia Joseon foram derrotados por quase 2 mil soldados sino-coreanos.[carece de fontes?]
Em 13 de agosto, cerca de 500 soldados chineses tiveram permissão para desembarcar em terra firme. Muitos deles dirigiram-se ao distrito da luz vermelha, o que resultou em confrontos com os habitantes locais e danos materiais, que foram atribuídos aos soldados. Os moradores também afirmaram que os soldados chineses embriagados percorreram a cidade perseguindo mulheres e crianças, causando indignação pública.[carece de fontes?] O Departamento de Polícia da Prefeitura de Nagasaki tentou restaurar a ordem com a ajuda de um grande número de civis locais. Os policiais se envolveram em várias batalhas corpo a corpo com os marinheiros chineses, que usaram espadas adquiridas em lojas; os tumultos resultaram em pelo menos 80 mortes. Posteriormente, uma sensação de inquietação tomou conta da cidade.[carece de fontes?]
Em 14 de agosto, durante uma reunião entre o governador da província de Nagasaki, Kusaka Yoshio, e o consulado Qing Xuan Cai, a marinha chinesa proibiu que seus soldados desembarcassem em grupo por um dia e concordou em supervisionar suas tropas por oficiais quando estivessem de folga.[carece de fontes?]
Em 15 de agosto, por volta das 13h, após o término do acordo, cerca de 300 soldados da china desembarcaram; alguns estavam armados com porretes. Um grupo de marinheiros chineses atacou três policiais, resultando em uma morte. Um condutor de um riquixá (jinrikisha) testemunhou a confusão e, indignado, tentou socar um dos soldados chineses. Em resposta, os marinheiros entraram em tumulto. A polícia de Nagasaki respondeu e novamente enfrentou os marinheiros, resultando em mais vítimas. Do lado chinês, 4 pessoas foram mortas (1 oficial e 3 soldados) e 53 ficaram feridas (3 oficiais e 50 soldados). Do lado japonês, 2 guardas foram mortos, juntamente com 3 policiais feridos e outros 16. Vários dezenas de civis japoneses também ficaram feridos.[carece de fontes?]

## Resultados do incidente
Juntamente com o Golpe Gapsin de 1884 (Meiji 17), o incidente inflamou sentimentos anti-chineses e foi considerado uma causa remota da Primeira Guerra Sino-Japonesa. Além disso, Toyoma Mitsuru fundou a associação política chamada Genyosha, que representou a primeira mudança da teoria dos direitos civis para a teoria dos direitos soberanos.[carece de fontes?]
Os Qing não pediram desculpas ao Japão pelo incidente e agiram com confiança na superioridade de sua marinha. Naquela época, os Qing possuíam o modelo mais recente de navios de guerra da marinha: o Dingyuan. Acreditava-se que a marinha japonesa não poderia igualar esse navio naquele momento, já que o Dingyuan, construído na Alemanha, tinha um deslocamento maior do que os cruzadores japoneses construídos na França que estavam em serviço. (O Dingyuan acabou sendo afundado após a Batalha de Weihaiwei em 1895.) A confiança dos Qing foi reforçada pelos eventos do Golpe Gapsin, onde uma pequena força japonesa foi derrotada por uma guarnição muito maior de Qing-Joseon.[carece de fontes?]
Os Qing conseguiram impor demandas ao governo japonês, nas quais a polícia japonesa não proibiria que as tropas Qing em visita portassem espadas; os japoneses também foram forçados a pagar uma grande quantia em reparações. Estas concessões, no entanto, alimentaram o sentimento anti-Qing no Japão, pressagiando novos confrontos.[carece de fontes?]
O incidente é notável por uma consequência significativa: a quebra do código de inteligência Qing. Um japonês chamado Wu Oogoro encontrou um dicionário de marinheiros da Marinha Beiyang que continha números de 0 a 9 entre os caracteres chineses (Kanji). O departamento de inteligência japonês subsequentemente analisou esses caracteres e números e determinou que se tratava de um guia para decifrar os códigos Qing. Para quebrar completamente o código, o Ministro das Relações Exteriores japonês, Mutsu Munemitsu, deliberadamente forneceu um texto em caracteres chineses de comprimento moderado ao embaixador Qing Wang Feng Cao. No dia seguinte, a legação japonesa de telecomunicações interceptou com sucesso o telegrama enviado pela embaixada ao Zongli Yamen. Sato Yoshimaro, um burocrata na legação de telecomunicações, usou esse texto em Kanji com conteúdo conhecido para decifrar o código Qing. Isso deu ao Japão uma vantagem na Primeira Guerra Sino-Japonesa.